# Aplectoides condita
Aplectoides condita là một loài bướm đêm trong họ Noctuidae.